# PZL Bielsko SZD-38
Der PZL Bielsko SZD-38 Jantar 1 ist ein aus GFK gefertigtes, einsitziges, polnisches Hochleistungssegelflugzeug der Offenen Klasse.

## Konstruktion
Nach großem Erfolg im Bau von Holz-Segelflugzeugen wurde mit dem Jantar 1 das erste von mithilfe GFK gebaute Segelflugzeug entworfen, mit dem Gedanken in der derzeitigen Offenen Klasse wettbewerbsfähig zu sein.
Unter dem Namen SZD-37x (zwei Prototypen SP-2636 und SP-2637) gab es zuerst zwei Prototypen mit jeweils 17,5 m und 19 m Spannweite. Beide besaßen den gleichen in GFK-Schalen-Sandwichbauweise ausgeführten Rumpf, in dessen Mittelteil ein Stahlrohrgerüst eingefügt ist, an das Tragflächen, Rumpf und Fahrwerk angeschlossen werden. Der Erstflug von SP-2636, dem ersten Prototyp mit 17,5 m Spannweite, fand am 14. Februar 1972 statt. Nach umfangreichen Tests fand der Erstflug des zweiten Prototyps, SP-2637, am 13. Mai 1972 statt, bevor dieser dann bei den Weltmeisterschaften im Segelflug der Offenen Klasse den 3. und in der neu etablierten 19m-Klasse den 1. Platz erzielte. Nach diesen Erfolgen ging das neue Flugzeug 1973 als SZD-38 Jantar 1 in die Produktion. Insgesamt wurden 2 SZD-37x und 57 SZD-38 gebaut, 24 davon wurden exportiert. Weitere Erfolge des Jantar blieben allerdings aus, was an den neueren Segelflugzeugen der Konkurrenz, aber auch an Schrumpfungen des Epoxidharzes lag, die Irregularitäten auf den Flächen verursachten, die sich negativ auf die aerodynamischen Eigenschaften auswirkte. Der Jantar 1 flog in seinen besten Jahren sieben polnische Rekorde.

## Versionen
- SZD-37x Jantar: Bezeichnung der ersten beiden Prototypen, jeweils mit einer Spannweite von 17,5 m und 19 m.
- SZD-38 Jantar 1: Serienproduktion auf Basis des zweiten Prototyps mit 19 m Spannweite, 57 produziert.

## Technische Daten
| Kenngröße             | SZD-37x 17,5 m              | SZD-37x 19 m / SZD-38       |
| --------------------- | --------------------------- | --------------------------- |
| Besatzung             | 1                           | 1                           |
| Rumpflänge            | 7,11 m                      | 7,11 m                      |
| Rumpfhöhe             | 1,61 m                      | 1,61 m                      |
| Spannweite            | 17,5 m                      | 19 m                        |
| Flügelfläche          | 12,77 m²                    | 13,38 m²                    |
| Flügelstreckung       | 24                          | 27                          |
| Tragflächenprofil     | FX-67 K170 > FX-67 K150     | FX-67 K170 > FX-67 K150     |
| Gleitzahl             | 43 bei 100 km/h             | 47 bei 95 km/h              |
| geringstes Sinken     | 0,6 m/s bei ? km/h          | 0,5 bei 75 km/h             |
| Leermasse             | 266 kg                      | 293 kg                      |
| max. Startmasse       | 390 kg (465 kg mit Ballast) | 417 kg (515 kg mit Ballast) |
| min. Flächenbelastung | 30,5 kg/m²                  | 30,5 kg/m²                  |
| max. Flächenbelastung | 36,4 kg/m²                  | 34,2 kg/m²                  |
| Höchstgeschwindigkeit | 250 km/h                    | 250 km/h                    |
| Abrissgeschwindigkeit | 68 km/h                     | 65 km/h                     |
| max. Lastvielfaches   | +5,3 , –3,5                 | +5,3 , –2,65                |

## Vergleichbare Flugzeuge
- Schleicher ASW 12
- Glasflügel 401 Kestrel (19 m)